# Windpark Heibloem
Windpark Heibloem bestaat uit twee Nordex N149 windturbines, elk 4,5 MW. Het windpark ligt in het buitengebied van Heibloem, in het verlengde van Windpark Neer. De windturbines hebben een rotordiameter van 149 meter en hielden ten tijde van oplevering het record voor de grootste diameter onder windturbines in Nederland.
De gemeenteraad van Leudal heeft op 3 juli 2018 de omgevingsvergunning voor het windpark verleend. De bouw begon in augustus 2019, en in mei 2020 leverde het windpark de eerste stroom. Het windpark is eigendom van windcoöperatie Zuidenwind.